# 정선아리랑
정선아리랑은 대한민국의 민요 중 하나이다. 모든 아리랑 가운데에서 가장 역사가 오래 되었으며, 모든 아리랑의 원조로 평가받고 있다.

## 기원설

### 고려 유신-거칠현동 기원설
이 노래가 불리기 시작한 것은 적어도 600년 이전부터이다. 조선 건국 직후에 고려를 섬기던 신하들이 정선 지방으로 피신하여 숨어 지내면서 자신들의 정한을 노래에 담아 불렀다고 하는데, 이것이 그 이전부터 불리던 정선 지역 토속민요와 만나 정선아리랑의 기원을 이룬 것으로 추측하고 있다. 본래 이 노래는 아라리라고 불렸는데, 훗날 '아리랑'으로 이름이 바뀌었다. `고려 유신-거칠현동` 기원설은 1968년 전후, 국가 이념 및 시책을 홍보 지원하는 군 공보실의 주도로 만들어진 것으로 확인된다. `고려 유신-거칠현동` 기원설에는 정선아리랑이 양반 사대부로부터 유래한 `고급`한 노래라는 점(민요의 상층기원설)과 `국가에의 충성`을 주제로 했다는 점을 부각시키려는 의도가 잠재되어 있다.

### 민중들의 노동과 생활 속에서 자연스럽게 생성설
아라리 현장에서는 정선아리랑의 기원과 성격, 주체에 관해 다른 입장을 보인다. 정선의 일반 민중들은 정선아리랑이 민중들의 노동과 생활 속에서 자연스럽게 생성된 소리라고 주장한다.

정선은 한강의 최상류로서, 이 지역에서 뗏목을 타고 서울을 오가던 사람들이 부른 아리랑은 곧 강원도의 다른 지역은 물론 서울까지 퍼지게 되었다.

## 같이 보기
- 아리랑
- 정선아리랑연구소